# 北本原駅
北本原駅（きたもとはらえき）は、かつて長野県小県郡真田町（現・上田市）に説置されていた上田交通真田傍陽線の駅。真田傍陽線の廃線とともに廃駅となった。

## 歴史
- 1928年（昭和3年）5月1日：上田温泉電軌北東線の本原 - 真田間開通と同時に開業[1]。
- 1939年（昭和14年）8月30日：上田温泉電軌の社名変更および線名改称に伴い、上田電鉄菅平鹿沢線の駅となる。
- 1943年（昭和18年）10月21日：会社合併に伴い、上田丸子電鉄の駅となる。
- 1960年（昭和35年）4月1日：線名改称に伴い、真田傍陽線の駅となる。
- 1969年（昭和44年）6月1日：上田丸子電鉄の社名変更に伴い、上田交通の駅となる。
- 1972年（昭和47年）2月20日：真田傍陽線の廃線に伴い廃止。

## 駅構造
当駅は貨物の積み出しも多かったため、駅舎が大きめに作られていてホームも長めに作られていた。
2面2線の相対式ホームで列車交換もできたが、晩年は上下分離は継続されていたものの交換駅として利用されてはいなかった。駅舎は駅の南側（真田方面に向かって右側）にあった。駅員が配置されており、駅員による切符販売が廃止まで行われた。

## 廃止後の状況
駅の廃止後は上田交通→上電バス→上田バスのバス停留所となり、国道144号が現在の上田市道を通っていた頃は名称を継承していたが、バイパスが本線となった後、「真田役場入口」→「真田自治センター入口」と停留所名が変更されている。
かつて駅前にあった食堂は「駅前食堂」の名前のまま2025年4月現在も営業している。

## 隣の駅
上田交通
真田傍陽線
本原駅 - 北本原駅 - 石舟駅